# Carlos Gómez Sánchez
Pour les articles homonymes, voir Carlos Gómez.
Carlos Gómez Sánchez, né à Lima le 4 octobre 1923 et mort le 21 septembre 1980, est un footballeur péruvien qui jouait en attaque. 
Surnommé El Tábano « le taon », il est le frère aîné de Óscar Gómez Sánchez, célèbre footballeur péruvien des années 1950 et 1960.

## Biographie

### Carrière en club
Joueur important de l'Alianza Lima dans les années 1940, Carlos Gómez Sánchez est transféré à Boca Juniors, en Argentine, en 1948. Il y marque sept buts en 21 matchs. En 1949, il joue pour l'América de Cali en Colombie avant de revenir à l'Alianza l'année suivante. Même s'il n'a jamais remporté de titre avec l'Alianza Lima, ses 25 buts marqués en 132 rencontres en font l'une des idoles de ce dernier club.

### Carrière en équipe nationale
Carlos Gómez Sánchez est international péruvien à 11 reprises entre 1947 et 1949. Il inscrit cinq buts, tous marqués dans le cadre du Championnat sud-américain (trois en 1947 et deux en 1949). 

#### Buts en sélection
| Buts en sélection de Carlos Gómez Sánchez | Buts en sélection de Carlos Gómez Sánchez | Buts en sélection de Carlos Gómez Sánchez           | Buts en sélection de Carlos Gómez Sánchez | Buts en sélection de Carlos Gómez Sánchez | Buts en sélection de Carlos Gómez Sánchez | Buts en sélection de Carlos Gómez Sánchez |
|                                           | Date                                      | Lieu                                                | Adversaire                                | Score                                     | Résultat                                  | Compétition                               |
| ----------------------------------------- | ----------------------------------------- | --------------------------------------------------- | ----------------------------------------- | ----------------------------------------- | ----------------------------------------- | ----------------------------------------- |
| 1.                                        | 11 décembre 1947                          | Estadio George Capwell, Guayaquil (Équateur)        | Argentine                                 | 1-0                                       | 2-3                                       | Champ. sud-am. 1947                       |
| 2.                                        | 23 décembre 1947                          | Estadio George Capwell, Guayaquil (Équateur)        | Colombie                                  | 3-1                                       | 5-1                                       | Champ. sud-am. 1947                       |
| 3.                                        | 23 décembre 1947                          | Estadio George Capwell, Guayaquil (Équateur)        | Colombie                                  | 5-1                                       | 5-1                                       | Champ. sud-am. 1947                       |
| 4.                                        | 4 mai 1949                                | Stade du Général Severiano, Rio de Janeiro (Brésil) | Uruguay                                   | 3-0                                       | 4-3                                       | Champ. sud-am. 1949                       |
| 5.                                        | 4 mai 1949                                | Stade du Général Severiano, Rio de Janeiro (Brésil) | Uruguay                                   | 4-1                                       | 4-3                                       | Champ. sud-am. 1949                       |